# 처녀막 봉합술
처녀막봉합술(處女膜縫合術, 영어: hymenorrhaphy), 처녀막재생수술(處女膜再生手術, 영어: hymen reconstruction surgery)은 외과적으로 처녀막을 복구하는 시술이다. 어원을 살펴보면 'hymen'은 그리이스어로 막이란 뜻이고 'raphe'는 봉합이란 뜻이다. 처녀막성형술(處女膜成形術, 영어: hymenoplasty)로도 알려져 있는데 엄격히 말하면 이는 처녀막절개술까지 포함한다.
이 수술은 일반적으로 부인과의 주류 분야라고는 간주되지 않는다. 이 수술은 성형외과에서도 시술되며, 특히 미국, 일본, 서유럽에서 많이 시행된다. 비교적 간단한 수술에 속한다. 주목적은 첫날밤 출혈을 일으키는 데에 있으며, 이는 몇몇 문화권에서 처녀성의 증거이다. 이 수술은 매우 보수적인 사회인 이란같은 곳에서는 아주 매력적인 사업이다.

## 수술의 종류
4가지 분류가 있다.
- 성폭행에 의해 찢어진 상처를 성폭행 직후에 봉합하여 회복을 촉진한다.
- 전적으로 미용적인 시술로 혈액순환이 없는 막이 만들어진다. 간혹 혈액과 비슷한 인공물을 포함한 젤라틴 캡슐이 사용되기도 한다. 결혼날짜 며칠 전에 시술되어야 한다.
- 피판술을 이용하여 질표면을 증식시켜 이를 처녀막으로 사용한다. 혈액순환도 이루어진다. 이 수술 후 3개월간 질삽입 성교를 하면 안 된다.
- 통칭의 처녀막봉합술은 아니다. 대음순폐쇄술(infibulation)을 가리키는 용어로 사용되는 경우이다.

## 합법성
어떤 나라에서는 합법이고 어떤 나라에서는 이 수술을 금지한다. 대음순폐쇄술은 일반적으로 불법이다.
대한민국에서는 법으로 규제하지 않는다.
미국의 경우 개인병원에서의 시술은 합법이다. 약간 증가하는 추세이다.
프랑스에서는 강간의 경우 국가에서 시술비를 지불한다.